# Wasif Boutros-Ghali

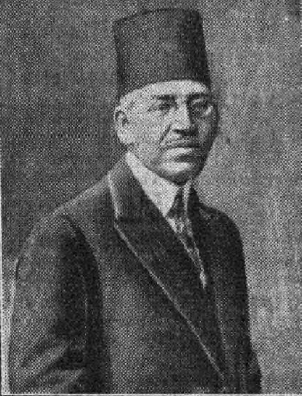
Wasif Boutros-Ghali

Wasif Boutros-Ghali, auch Wasef Boutros-Ghali (arabisch واصف بطرس غالي, DMG Wāṣif Buṭrus Ġālī; * 14. April 1878 in Kairo; † 1958) war ein ägyptischer Politiker und Schriftsteller.

## Biographie
Wasif Boutros-Ghali stammte aus einer angesehenen koptischen Familie. Er wurde 1878 im Kairoer Stadtteil Faggala als zweiter Sohn des ägyptischen Premierministers Boutros Ghali geboren. Sein älterer Bruder Youssef war der Vater von Boutros Boutros-Ghali, der Generalsekretär der Vereinten Nationen wurde. 
Nach seinem Schulabschluss in Kairo absolvierte er ein Rechtsstudium in Paris, kehrte 1904 in seine Heimatstadt zurück und wurde Anwalt. Er war Mitglied der nationalistischen Wafd-Partei und amtierte zwischen 1924 und 1937 in vier Kabinetten als ägyptischer Außenminister.
In seiner schriftstellerischen Tätigkeit bemühte sich Boutros-Ghali, auf die Gemeinsamkeiten zwischen den Idealen des europäischen Rittertums, das er als „spezifisch französisch“ bezeichnete, und der arabischen Furusiyya (Reitkunst) hinzuweisen. 
1939 wurde er mit dem Großkreuz der französischen Ehrenlegion ausgezeichnet. Er starb im Januar 1958.

## Werke (Auswahl)
- Le jardin des fleurs, essais sur la poésie arabe, et morceaux choisis. Mercure de France, Paris 1913. Vorwort von Jules Lemaître.
- Pour le peuple égyptien. Ligue des droits de l'homme et du citoyen, Paris 1920. Mit Beiträgen von Alphonse Aulard, Wasif Boutros-Ghali, Victor Margueritte und Gabriel Séailles (1852–1923).
- Taqālīd al-furūsiyyaẗ ʿinda al-ʿArab, Kairo 1960. Vorwort von Taha Hussein.
- La tradition chevaleresque des Arabes, Paris 1919.[1] Neuauflage: Casablanca 1996, mit Vorwort von Boutros Boutros Ghali.